# Wólka Druga
Wólka Druga (biał. Вулька 2; ros. Вулька 2) – agromiasteczko na Białorusi, w obwodzie brzeskim, w rejonie łuninieckim, w sielsowiecie Wólka, nad Jeziorem Wólka.
W źródłach historycznych miejscowość spotykana jest pod nazwami: Wólka (biał. Вулька), Wólka Kołtunowska i Wólka Kołtunowata (biał. Вулька Каўтунаватая).
W dwudziestoleciu międzywojennym leżała w Polsce, w województwie poleskim, w powiecie łuninieckim, do 18 kwietnia 1928 w gminie Kożangródek, następnie w gminie Łuniniec. Po II wojnie światowej w granicach Związku Sowieckiego. Od 1991 w niepodległej Białorusi.